# Margaret Gray
Margaret Gray, née en 1963 à New York, est une graphiste et typographe américaine. Elle vit et travaille à Paris.

## Biographie
Margaret Gray intervient en scénographie et en signalétique. Elle enseigne le graphisme à l’école Estienne en création typographique. 
En 2007, elle réalise la façade nord du bâtiment des Archives départementales du Bas-Rhin réalisé par l’architecte Bernard Ropa. La façade est composée de plaques de verre sérigraphié, composées à partir d’illustrations tirées des fonds des Archives départementales. Margaret Gray mêle des portraits extraits d’un album de famille datant du début du XXe siècle et écritures de diverses époques dont la caroline. 
En 2008, elle réalise le motif de la façade de la porte jeune à Mulhouse. Il s'agit d'un projet de restructuration entre le socle de la Tour de l’Europe, le centre-ville et la station centrale du tram-train. 
En 2016, elle réalise le motif coloré du bâtiment de la cité internationale de la tapisserie à Aubusson. Les couleurs sont inspirées des tapisseries d’Aubusson, rappelant qu'il s'agit de production joyeuse, onirique et de couleurs vives.
En 2020, Margaret Gray fait partie des sept artistes exposées à la MABA pour l'exposition Variations épicènes.

## Réalisations

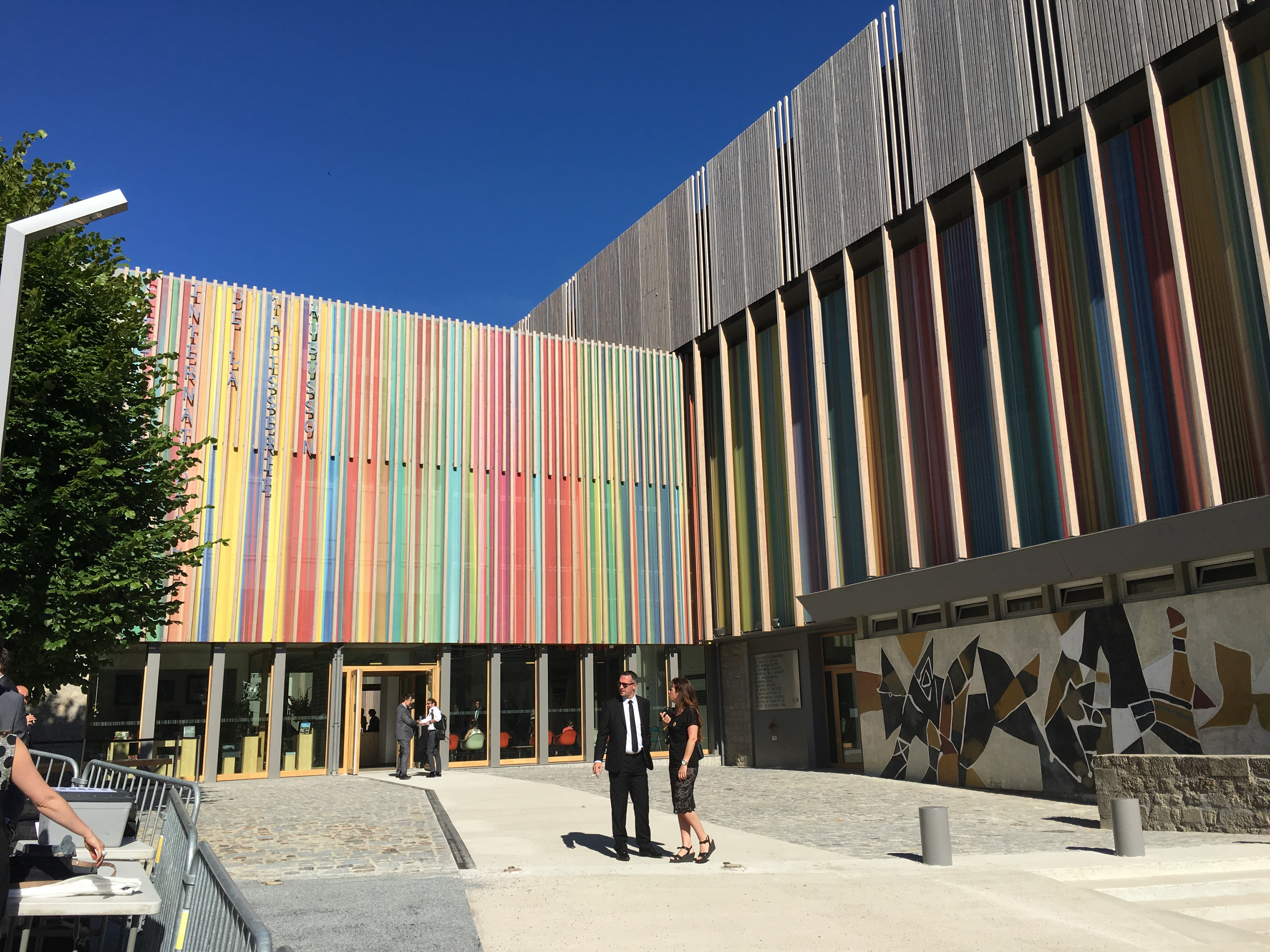
Cité internationale de la tapisserie à Aubusson

- Cité internationale de la tapisserie à AubussonMaison de l'eau, Château de Bosc-Féré, Thuit-Signol, 2006[5]
- Sérigraphie de la façade nord des Archives départementales du Bas-Rhin, Strasbourg, 2007
- Porte jeune, Mulhouse, 2008
- Les 26 couleurs : lieux de mémoire, Saint-Fargeau-Ponthierry, 2011[6]
- Motif de la façade de la Cité internationale de la tapisserie, Aubusson, 2016